# Paul Meintel
Paul Rupert Meintel (geboren am 21. Juni 1884 in Zürich; gestorben am 25. Oktober 1950 in Horb am Neckar) war ein deutsch-schweizerischer Kunsthistoriker und Sekundarschullehrer.

## Leben
Paul Rupert Meintels Vater Paul Meintel (1851–1904) war Obergärtner am Botanischen Garten in Zürich. Er stammte aus der süddeutschen Stadt Horb am Neckar. Paul Rupert Meintel besuchte das mathematische Lehrerseminar und erlangte das Patent für die Primarschulstufe sowie ein Zeugnis über Schulführung. Er schrieb sich zum Wintersemester 1904 an der philosophischen Fakultät der Universität Zürich für den Fachbereich Germanistik, Kunstgeschichte und allgemeine Geschichte ein. Er beendete sein Studium in Zürich am 11. März 1907 und setzte seine Studien an der philosophisch-historischen Fakultät der Universität Bern fort. Dort wurde er 1909 bei Dekan Müller-Hess mit einer Schrift Gottfried Keller und die Romantik zum Dr. phil. promoviert. Anschliessend arbeitete er zunächst als Vikar in Wiedikon und war als Journalist tätig, bevor er von 1921 bis kurz vor seinem Tod als Sekundarlehrer in Regensdorf arbeitete. Im Jahr 1923 wurde er in die «Gesellschaft für Heimatkunde im Zürcher Unterland» (G.H.Z.U.) aufgenommen, deren Mitgliederzahl begrenzt war. Dort war er von 1937 bis 1950 als Schreiber eingesetzt.
Neben dieser Tätigkeit verfasste er biografische Beiträge zu Künstlern für das Allgemeine Lexikon der Bildenden Künstler von der Antike bis zur Gegenwart, so beispielsweise über Wilhelm Klink und über Franz Jakob Anton Kottmann. Auch für das Historisch-biographische Lexikon der Schweiz (HBLS) schrieb er Artikel für die Bände 6 und 7 (1931 und 1934). Er verfasste Beiträge zu literatur- und kulturgeschichtlichen Themen in der Tages- und Lokalpresse, beispielsweise im Wehntaler und der Neuen Zürcher Zeitung. Für die Schule, an der er tätig war, organisierte er 1934 die Feierlichkeiten zur Jahrhundertfeier und verfasste eine Festschrift dazu.

### Familie
Meintel war mit Katharina (geborene Neyer, † 1945) aus Flums verheiratet. Die Ehe blieb kinderlos. In seiner Familie gab es zwei bekannte Bildhauer: Sein Grossvater war Johann Nepomuk Meintel und sein Onkel war dessen Sohn Karl Meintel (1844–1880). Um 1938 erwarb Meintel ein Haus in der Feldblumenstrasse 7. Für den Ruhestand hatte er sich die Erstellung einer Regensdorfer Chronik und einer Biografie über Johann Nepomuk Meintel vorgenommen. Diese Werke konnte er nicht mehr schreiben, da er 1950 kurz nach seiner Pensionierung während einer Reise an einem Schlaganfall starb. Seine Grabstelle liegt auf dem Friedhof Manegg in Zürich.

## Schriften (Auswahl)
- Gottfried Keller und die Romantik, literarhistorische Studien. Buchdruckerei Gebr. Leemann, Zürich 1909, OCLC 457605220 (Inaugural-Dissertation).
- Zürcher Brunnen. Grethlein, Zürich 1921, OCLC 887421020.
- Schweizer Brunnen (= Schweiz im deutschen Geistesleben. Band 16). Huber, Frauenfeld/Leipzig 1931, OCLC 1091969273.
- Aus der Gründungsgeschichte der Sekundärschule Regensdorf: Festschrift zur Jahrhundertfeier, 13. Mai 1934. Selbstverlag, Regensdorf 1934, OCLC 891332296.
- Oskar Gallus Baumgartner (1884–1937): ein Nachruf. Selbstverlag, Regensdorf 1937, OCLC 730269667.